# غروندونا
غروندونا (بالإيطالية: Grondona)‏ هي بلدية في مقاطعة ألساندريا في إقليم بييمونتي في إيطاليا.

## السكان
في سنة 1861 بلغ عدد السكان 1٬487 نسمة، وتطور العدد ليصل في سنة 2011 لـ 545 نسمة.
يظهر هذا المخطط البياني تطور النمو السكاني لـ غروندونا